# Antakalnis-Gymnasium Vilnius
Das Antakalnis-Gymnasium Vilnius (lit. Vilniaus Antakalnio gimnazija) ist ein Gymnasium im Stadtteil Antakalnis der litauischen Hauptstadt Vilnius.

## Geschichte
Die Schule wurde vom Architekten und Ingenieur Stefan Narębski (1892–1966) entworfen und von 1929 bis 1930 auf Kosten der Stadtverwaltung von Vilnius gebaut. Sie bestand aus zwei Hauptschulen. Die erste war die Lucjan-Żeligowski-Jungenschule und die zweite die Władysław-Syrokomla-Mädchenschule.
Während des Zweiten Weltkriegs wurde auf dem Gelände der Schule ein Lazarett eingerichtet.
Von 1944 bis 1971 war sie 5. Sekundarschule Vilnius und ab 1978 die 18. Sekundarschule Vilnius.
Im Jahr 1983 wurde das Schulgebäude um einen dritten Block erweitert. Im selben Jahr führte die Schule einen verstärkten Englischunterricht ein. Im Jahr 1996 wurde die Schule in Antakalnis-Sekundarschule umbenannt.
Am 2. Mai 2012 wurde sie durch den Beschluss Nr. 1-1551 der Stadtverwaltung Vilnius in Antakalnis-Gymnasium Vilnius und Antakalnis-Progymnasium Vilnius umstrukturiert.
Es gibt 72 Mitarbeiter.

## Schüler
- Rolandas Zuoza (* 1968), Politiker, Vizeminister und Seimas-Mitglied
- Andrius Mamontovas (* 1967), Songwriter, Musiker und Schauspieler
- Julijus Glebovas (* 1980), Verwaltungsjurist, Diplomat und Politiker, Vizeminister für Verkehr
- Juras Požela (1982–2016), Politiker, Seimas-Mitglied und Gesundheitsminister Litauens
- Gabrielius Landsbergis (* 1982), Politiker, EU-Parlamentsmitglied, Seimas-Mitglied und Außenminister